# Nikoleta Kyriakopoulou
Nikoleta Kyriakopoulou (griechisch Νικολέτα Κυριακοπούλου; * 21. März 1986 in Athen) ist eine griechische Leichtathletin, die sich auf den Stabhochsprung spezialisiert hat.

## Sportliche Laufbahn
Erste Erfahrungen bei internationalen Meisterschaften sammelte Nikoleta Kyriakopoulou beim Europäischen Olympischen Jugendfestival (EYOF) 2003 in Paris, bei dem sie mit übersprungenen 3,30 m den achten Platz belegte. Im Jahr darauf belegte sie bei den Juniorenweltmeisterschaften in Grosseto mit 4,00 m den sechsten Platz und 2005 wurde sie bei den Junioreneuropameisterschaften in Kaunas mit 4,00 m Siebte. 2007 nahm sie an der Sommer-Universiade in Bangkok teil und schied dort mit 3,90 m in der Qualifikation aus. Im Jahr darauf verpasste sie dann auch bei den Hallenweltmeisterschaften in Valencia mit 4,15 m den Finaleinzug. Ende Juli siegte sie bei den Balkan-Meisterschaften in Argos Orestiko mit einer Höhe von 4,45 m und qualifizierte sich damit für die Teilnahme an den Olympischen Spielen in Peking, bei denen sie mit 4,15 m in der Qualifikation ausschied. 2009 schied sie bei den Halleneuropameisterschaften in Turin mit 4,35 m ebenfalls in der Vorrunde aus und Ende Juni siegte sie dann bei den Mittelmeerspielen in Pescara mit übersprungenen 4,50 m. Anschließend verpasste sie aber bei den Weltmeisterschaften in Berlin mit 4,40 m den Finaleinzug. Im Jahr darauf blieb sie im Finale der Hallenweltmeisterschaften in Doha ohne gültigen Versuch und verpasste bei den Europameisterschaften im Sommer in Barcelona knapp den Einzug ins Finale.
2011 wurde sie mit übersprungenen 4,35 m Neunte bei den Halleneuropameisterschaften in Paris und belegte dann bei den Weltmeisterschaften in Daegu mit 4,65 m im Finale den achten Platz. Im Jahr darauf wurde sie zum Saisonauftakt mit 4,50 m Dritte bei der Doha Diamond League und anschließend mit 4,60 m ebenfalls Dritte beim adidas Grand Prix in New York. Daraufhin gewann sie bei den Europameisterschaften in Helsinki mit einer Höhe von 4,60 m die Bronzemedaille hinter der Tschechin Jiřina Ptáčníková und Martina Strutz aus Deutschland. Anschließend startete sie erneut bei den Olympischen Sommerspielen in London und schied dort mit 4,25 m in der Vorrunde aus. 2013 verpasste sie bei den Halleneuropameisterschaften in Göteborg mit 4,36 m den Finaleinzug und wurde dann im Juni mit 4,60 m Zweite bei den Bislett Games in Oslo, ehe sie bei den Weltmeisterschaften in Moskau mit 4,45 m nicht über die Qualifikation hinaus kam. Im Jahr darauf wurde sie bei den Hallenweltmeisterschaften in Sopot mit Übersprungenen 4,30 m Zwölfte und siegte dann zum Saisonauftakt mit 4,63 m beim Diamond League Meeting in Doha. Im August klassierte sie sich bei den Europameisterschaften in Zürich mit 4,35 m auf dem siebten Platz, ehe sie beim British Athletics Birmingham Grand Prix mit 4,47 m Zweite wurde und bei Weltklasse Zürich mit 4,67 m auf Rang drei gelangte.
2015 überquerte sie in Birmingham in der Halle erstmals 4,80 m und wurde bei den Halleneuropameisterschaften in Prag mit einer Höhe von 4,50 m Fünfte. Mitte Mai siegte sie zum Auftakt der Diamond League mit 4,73 m beim Shanghai Golden Grand Prix und wurde mit 4,80 m Zweite beim adidas Grand Prix. Anschließend steigerte sie sich beim Paris Meeting auf 4,83 m und holte damit den Sieg, ehe sie bei den Anniversary Games in London mit 4,79 m siegte. Einem zweiten Platz beim Bauhaus-Galan in Stockholm folgte der Gewinn der Bronzemedaille bei den Weltmeisterschaften in Peking, bei denen sie sich mit 4,80 m im Finale nur der Kubanerin Yarisley Silva und Fabiana Murer aus Brasilien geschlagen geben musste. Anschließend siegte sie mit 4,77 m bei Weltklasse Zürich und sicherte sich damit die Gesamtwertung der IAAF Diamond League. Im Jahr darauf belegte sie mit 4,60 m den sechsten Platz bei den Hallenweltmeisterschaften in Portland und wurde Anfang Juni mit 4,75 m Zweite bei der Golden Gala in Rom. Anschließend klassierte sie sich bei den Europameisterschaften in Amsterdam mit 4,55 m und sollte danach ein drittes Mal an den Olympischen Spielen in Rio de Janeiro an den Start gehen, musste dort aber verletzungsbedingt absagen. Erst 2018 konnte sie wieder regulär an Wettkämpfen teilnehmen und siegte gleich mit 4,50 m bei den Balkan-Hallenmeisterschaften in Istanbul. Ende Juni gewann sie bei den Mittelmeerspielen in Tarragona mit einer Höhe von 4,31 m die Bronzemedaille hinter der Französin Ninon Guillon-Romarin und Tina Šutej aus Slowenien. Anschließend gewann sie bei den Europameisterschaften in Berlin im August mit 4,80 m die Silbermedaille hinter ihrer Landsfrau Katerina Stefanidi.
2019 gewann sie dann mit übersprungenen 4,65 m die Bronzemedaille bei den Halleneuropameisterschaften in Glasgow hinter der Russin Anschelika Sidorowa und Holly Bradshaw aus Großbritannien. Mitte Mai wurde sie mit 4,72 m Zweite beim Diamond League Meeting in Shanghai und Ende September erreichte sie bei den Weltmeisterschaften in Doha mit 4,50 m im Finale Rang 13. 2020 siegte sie mit 4,63 m bei den Paavo Nurmi Games, einer Veranstaltung der World Athletics Continental Tour mit Goldstatus. Im Jahr darauf siegte sie mit 4,60 m bei den Balkan-Meisterschaften in Smederevo sowie mit 4,70 m beim Meeting Stanislas Nancy. Anschließend erreichte sie bei den Olympischen Spielen in Tokio das Finale und belegte dort mit 4,50 m den geteilten achten Platz. 2022 siegte sie mit 4,50 m bei den Balkan-Meisterschaften in Craiova und anschließend schied sie bei den Weltmeisterschaften in Eugene mit 4,35 m in der Qualifikationsrunde aus. Im Jahr darauf verpasste sie bei den Halleneuropameisterschaften in Istanbul mit 4,30 m den Finaleinzug und gewann im Juli bei den Balkan-Meisterschaften in Kraljevo mit 4,30 m die Silbermedaille hinter ihrer Landsfrau Eleni-Klaoudia Polak.
In den Jahren 2009, von 2011 bis 2014 sowie 2018 und 2021 wurde Kyriakopoulou griechische Meisterin im Stabhochsprung im Freien sowie von 2008 bis 2011 sowie 2014 und 2015 und 2023 auch in der Halle.

## Persönliche Bestleistungen
- Stabhochsprung: 4,83 m, 4. Juli 2015 in Saint-Denis
  - Stabhochsprung (Halle): 4,81 m, 17. Februar 2016 in Stockholm